# Francisco Wagsley
Francisco Wagsley Rodrigues de Sousa Filho, meglio noto come Torres (Baturité, 3 settembre 1989), è un allenatore di calcio ed ex calciatore brasiliano, di ruolo attaccante.

## Carriera
In carriera ha giocato 10 partite nelle coppe asiatiche, di cui 3 per la AFC Champions League e 7 per la Coppa dell'AFC.

## Palmarès

### Club

#### Competizioni nazionali
- Coppa della Federazione calcistica della Giordania: 1

Al-Wehdat: 2017
- Independence Cup (Bangladesh): 1

Abahani Ltd. Dacca: 2021